# لويس فيلار
لويس فيلار (بالإسبانية: Luis Villar)‏ (15 مارس 1967 - ) هو لاعب كرة سلة أرجنتيني في مركز هجوم صغير الجسم، شارك في بطولة أمم الأمريكتين لكرة السلة 1993 والألعاب الأولمبية الصيفية 1996 ودورة الألعاب الأمريكية 1987 وبطولة أمم الأمريكتين لكرة السلة 1995 وبطولة أمم الأمريكتين لكرة السلة 1997 وبطولة أمم الأمريكتين لكرة السلة 1988 وبطولة أمم الأمريكتين لكرة السلة 1992 ودورة الألعاب الأمريكية 1995.

## وصلات خارجية
- لويس فيلار على موقع الاتحاد الدولي لكرة السلة (الإنجليزية)
- لويس فيلار على موقع كرة السلة الأوروبية.كوم (الإنجليزية)
- لويس فيلار على موقع سبورتس رفرنس (الإنجليزية)
- لويس فيلار على موقع أوليمبيديا (الإنجليزية)